# For the Love of God (morceau)
Pour les articles homonymes, voir For the Love of God.
Pistes de Passion and Warfare
Ballerina 12/24 The Audience Is Listening
For the Love of God est une pièce instrumentale à la guitare électrique composée par Steve Vai. Elle a été lancée comme premier extrait de l'album Passion and Warfare. Elle est souvent jugée comme étant le chef-d'œuvre de Vai et s'est classée au 29e rang sur les cent plus grands solos de guitare selon le magazine Guitar World. 
Elle est l'un des titres disponibles avec le jeu Guitar Hero.

## Différentes versions
- 1990 : Passion and Warfare, version studio, morceau no 7
- 1997 : G3 Live In Concert, version live enregistrée en 1996 dans le cadre de la tournée du G3
- 2000 : The 7th Song – Enchanting Guitar Melodies, Archives Vol. 1, morceau no 1, version studio
- 2003 : Live at the Astoria, London (en) (DVD), version live enregistrée à Londres les 6 et 7 décembre 2001
- 2003 : The Infinite Steve Vai – An Anthology, version studio
- 2007 : Sound Theories Vol. I, morceau no 11, version enregistrée avec le Netherlands Metropole Orchestra.